# La Mort du Chinois
Pour plus de détails, voir Fiche technique et Distribution.
La Mort du Chinois est un film français de Jean-Louis Benoît sorti en 1998.

## Synopsis
Michel est écrivain d'histoire pour enfants. Du jour au lendemain, sa vie s'écroule quand sa femme le quitte pour un Chinois.
Ses amis Gérard, Don Juan des temps modernes, et Lise, toxicomane délurée, essayent de lui faire oublier sa femme.

## Fiche technique
- Réalisateur et Scénariste  : Jean-Louis Benoît
- Société de production : Blue Films
- Producteur : Raymond Blumenthal
- Société de distribution : LCJ Éditions et Productions
- Musique du film :  Jean-Louis Négro
- Directeur de la photographie : Dominique Chapuis
- Montage :  Ariane Boeglin
- Distribution des rôles :  Swan Pham
- Création des décors :  Max Berto
- Création des costumes : Patricia Dubois
- Pays d'origine  :  France
- Genre : comédie
- Durée : 1h25
- Date de sortie : 24 juin 1998 en France
- Budget : 3,74 M€
- Box-Office
  - France : 43 000 entrées

## Distribution
- José Garcia : Michel Passepont
- Denis Podalydès : Gérard
- François Morel : Thierry Berges
- François Berléand : Inspecteur Chevalot
- Isabelle Carré : Lise
- Paul Minthe : Alain
- Laurent Stocker : Serge
- Valérie Bonneton : Flo
- Catherine Samie : Jocelyne
- Sylvie Joly : La patronne du bar
- Bing Yin : Tong
- Eriq Ebouaney : Bekate, l'infirmier
- Pascal Ternisien : Philippe
- Emmanuel Quatra : Le guitariste Zeng
- Thierry Bosc : Le barman
- Jean-Philippe Daguerre : Antonio Sanchez
- Éric Petitjean : Martino
- Sandrine Caron : Elvire
- Salvatore Ingoglia : Sganarelle
- Louis Merino : Guzman
- Yaël Elhadad : Charlotte
- François Toumarkine : Pierrot
- Karin Palmieri : Carole
- Karen Rencurel : Mme Marchal
- Jim Adhi Limas : L'acupuncteur
- Patrice Arditti : Présentateur JT
- Antoine Benoît : Patrice
- Jean-Marie Frin :
- Camilla Mathias :
- Fabienne Roux : Dancer - French